# Hilmar Örn Hilmarsson
Hilmar Örn Hilmarsson [ˈhɪlmar ˈœr̥tn̥ ˈhɪlmarsɔn] , aussi connu sous l'acronyme HÖH, est un musicien, compositeur, chanteur, directeur artistique et Allsherjargoði islandais né à Reykjavik le 23 avril 1958.
Il est l'un des pionniers dans l'utilisation de l'ordinateur pour la composition musicale. Il a collaboré avec de nombreux artistes dans le cadre de projets expérimentaux. Depuis 2002, il est le quatrième Allsherjargoði, le grand prêtre de l'ásatrú en Islande et président de l'Ásatrúarfélagið, l'association religieuse qui encadre cette religion dans ce pays.

## Biographie

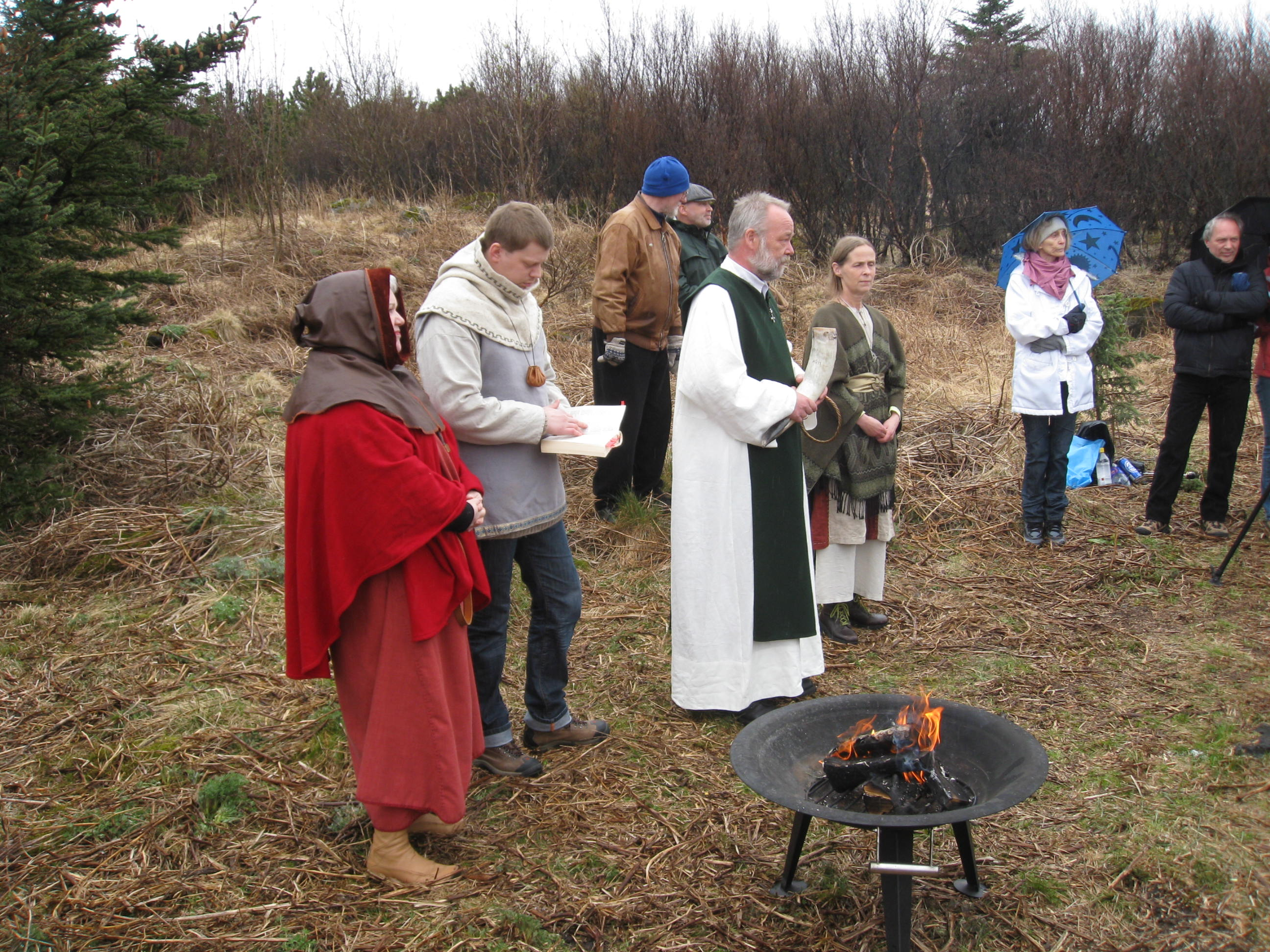
Hilmar Örn Hilmarsson officiant en tant qu'Allsherjargoði lors d'un sigurblót (« sacrifice de la victoire ») dans le parc d'Öskjuhlíð à Reykjavik.

## Discographie

### En solo
Albums
- 2001 - Dust to Dust (???), compilation.
- 2013 - Stafnbúi (???), avec Steindór Andersen

Featuring et collaborations
- 1980 - Þagað í Hel (en) (SG-hljómplötur (is)), album de Þeyr (is)
- 1981 - Útfrymi (en) (Eskvimó (es)), single de Þeyr
- 1981 - Iður til Fóta (es) (Eskvimó), single de Þeyr
- 1981 - Mjötviður Mær (es) (Eskvimó), album de Þeyr
- 1982 - As Above... (es) (Mjöt/Shout (en)), album de Þeyr
- 1982 - The Fourth Reich (en) (Mjöt/Shout), EP de Þeyr
- 1983 - Lunaire (es) (Gramm (is)), EP de Þeyr
- 1987 - No Pain (es) (Gramm), album d'Ornamental
- 1989 - Nóttin langa (is) (Geisli), album de Bubbi Morthens
- 1990 - Crusher of Bones (8 Product), album de Reptilicus
- 1995 - Touch Sampler 1 (Touch (en)), compilation
- 1996 - Musica Celestia Sampler 2 (Musica Celestia), compilation
- 1997 - Narcosis: A Dark Ambient Compilation (Credo), compilation
- 1999 - Sögur 1980-1990 (is) (Íslenzkir tónar (is)), best of de Bubbi Morthens
- 2001 - Mjötviður til Fóta (en) (Esquimaux Management), édition anniversaire de Þeyr
- 2002 - Color Sounds: Nordic (Irma (it)), compilation
- 2002 - Rímur & Rapp, avec Steindór Andersen et Erpur Eyvindarson (is)
- 2003 - Rímur (Naxos World), avec Steindór Andersen
- 2005 - Dense Time (es) (Pronil Holdings), album de Guðlaugur Kristinn Óttarsson (es)

Bandes originales
- 1981 - Brennu-Njálssaga (es) (Icelandic Film Corporation), de Friðrik Þór Friðriksson.
- 1987 - Skytturnar (es) (Icelandic Film Corporation), de Friðrik Þór Friðriksson
- 1991 - Börn Náttúrunnar (Icelandic Film Corporation), de Friðrik Þór Friðriksson
- 1992 - Svo á jörðu sem á himni (is) (???), de Kristín Jóhannesdóttir (is)
- 1992 - Ævintýri á Okkar Tímum (???), d'Inga Lísa Middleton (is)
- 1993 - Hin helgu vé (is) (???), de Hrafn Gunnlaugsson
- 1995 - Movie Days (is) (Icelandic Film Corporation), de Friðrik Þór Friðriksson
- 1995 - Aberne og det hemmelige våben (da) (???), de Jannik Hastrup
- 1995 - Pan (da) (???), de Henning Carlsen
- 1995 - Cold Fever (Icelandic Film Corporation), de Friðrik Þór Friðriksson
- 1996 - Anton (da) (Jutlandia Film), d'Aage Rais (da)
- 1996 - Haiti. Uden Titel (da) (???), de Jørgen Leth
- 1996 - Djöflaeyjan (is) (Icelandic Film Corporation), de Friðrik Þór Friðriksson
- 1996 - Krystalbarnet (da) (???), de Peter Thorsboe (da)
- 1997 - Sekten (???), de Susanne Bier
- 1998 - Vildspor (da) (???), de Simon Staho (da)
- 1998 - I Wonder Who's Kissing You Now? (da) (???), de Henning Carlsen
- 1999 - I Tigerens Øje (???), d'Ulla Boje Rasmussen (fo)
- 1999 - Bye Bye Blue Bird (Det Danske Filminstitut), de Katrin Ottarsdóttir
- 1999 - Ungfrúin góða og húsið (is) (???), de Guðný Halldórsdóttir (is)
- 2000 - Englar Alheimsins (Icelandic Film Corporation), de Friðrik Þór Friðriksson
- 2000 - Pelon maantiede (fi) (???), d'Auli Mantila (fi)
- 2000 - På fremmed mark (da) (???), d'Aage Rais
- 2002 - Fálkar (is) (Icelandic Film Corporation), de Friðrik Þór Friðriksson
- 2003 - Nu (da) (???), de Simon Staho
- 2003 - In the Cut (???), de Jane Campion
- 2005 - Guy X (???), de Saul Metzstein (en)
- 2005 - Beowulf, la légende viking (???), de Sturla Gunnarsson (en)

Albums de bandes originales
- 1987 - Skytturnar (Gramm), bande originale de Skytturnar de Friðrik Þór Friðriksson.
- 1992 - Les Enfants de la nature (Touch), bande originale de Börn Náttúrunnar de Friðriksson.
- 1993 - Bíólögin (???)
- 2000 - Englar Alheimsins (Krúnk, rééditée en 2001 sous le nom Angels of the Universe par Fat Cat Records), avec Sigur Rós, bande originale de Englar Alheimsins de Friðrik Þór Friðriksson.
- 2002 - Fálkar (en) (Smekkleysa), bande originale de Fálkar de Friðrik Þór Friðriksson.
- 2005 - Screaming Masterpiece (is) (Smekkleysa), bande originale de Screaming Masterpiece d'Ari Alexander Ergis Magnússon.

Pour la télévision
- 1989 - Flugþrá, de Friðrik Þór Friðriksson
- 1992 - Allt Gott, de Hrafn Gunnlaugsson
- 1998 - Längtans blåa blomma (sv), de Lárus Ýmir Óskarsson
- 2004 - Njálssaga, de Björn Br. Björnsson

### Au sein de groupes

#### Fatima (1972-1975)
Aucun morceau officiellement sorti.

#### Fellibylur (vers 1979)
Aucun morceau officiellement sorti.

#### The Elgar Sisters (1984-1986)
Aucun morceau des 11 enregistrés ne sont officiellement sortis mais certains d'entre eux sont repris par Björk et Guðlaugur Kristinn Óttarsson dans leurs carrières solos.

#### Nyarlathotep's Idiot Flute Players (198?-198?)
Aucun morceau officiellement sorti.

#### MÖK Trio (1992-2001)
Aucun morceau officiellement sorti mais certains ont été enregistrés en août 2001 lors d'un concert à Galdrahátíðin á Ströndum.

#### Frostbite (1993)
- 1993 - The Second Coming (One Little Indian Records)

#### The Hafler Trio (H3ÖH)
- 1993 - Bootleg H3ÖH (Ash International)

#### Grindverk (1997-1999)
- 1999 - Gesundheit von K (Fat Cat Records)

#### GVDL (2001)
Aucun morceau officiellement sorti.

#### Psychic TV
Albums
- 1984 - Those Who Do Not (en) (Gramm)
- 1985 - Mouth of the Night (en) (Temple Records (en))
- 1987 - Live in Reykjavik (de) (Temple Records)
- 1987 - Live in Heaven (en) (Temple Records)
- 1988 - Allegory and Self (en) (Temple Records)

Single
- 1985 - Godstar (en) (Temple Records)

Vidéographie
- 2004 - Godstar: Thee Director’s Cut (Temple Records)

#### Current 93
Albums
- 1987 - Imperium (en) (Maldoror Records)
- 1988 - Christ and the Pale Queens Mighty in Sorrow (en) (Maldoror Records)
- 1988 - Swastikas for Noddy (en) (L.A.Y.L.A.H. Antirecords (en))
- 1989 - Crooked Crosses for the Nodding God (United Dairies)
- 1991 - Island (en) (Durtro)
- 1993 - Emblems: The Menstrual Years (Durtro)
- 1994 - In Menstrual Night (Durtro)

Singles / EPs
- 1987 - Happy Birthday Pigface Christus (L.A.Y.L.A.H. Antirecords)
- 1987 - Crowleymass (en) (Maldoror Records)
- 1988 - The Red Face of God (Maldoror Records)

## Filmographie
- 2005 - Screaming Masterpiece (Angel Films (da)), de Ari Alexander Ergis Magnússon

## Référence
- (en) Cet article est partiellement ou en totalité issu de l’article de Wikipédia en anglais intitulé « Hilmar Örn Hilmarsson » (voir la liste des auteurs).